# Juan Carlos López Castrillón
Juan Carlos López Castrillón (Popayán, 4 de abril de 1959) es un abogado, político y funcionario público colombiano.

## Biografía
Nació en Popayán. Estudió derecho en la Universidad del Cauca. Su trayectoria de política empezó como Concejal de Popayán, diputado a la Asamblea de Cauca y Gobernador del Cauca durante la presidencia de César Gaviria por decreto.
Dentro su trayectoria como funcionario público se destacan en director de la Planta Telefónica de Popayán, gerente de la Lotería del Cauca, gerente del Fondo DRI, coordinador nacional del Servicio de Adaptación Laboral, consultor del Banco Interamericano de Desarrollo y del Banco Mundial. Durante la presidencia de Ernesto Samper fue representante de Colombia ante la Organización de Aviación Civil Internacional en Canadá y consejero de la Embajada de Colombia en España. Fue gerente de Radiotrónica, y presidente de Fiduprevisora.
En su trayectoria en la academia ostentó el cargo como vicerrector de la Fundación Universitaria de Popayán. Ocupó de gerente del club deportivo Millonarios Fútbol Club, gerente de Colombia Mayor durante la presidencia de Juan Manuel Santos, director del Instituto Colombiano de Bienestar Familiar donde no pudo asumir por razones que había ocupado un cargo sin renunciar a lo ejerciendo. En 2019 fue elegido como Alcalde de Popayán para el periodo 2020-2023.

## Controversias

### Presidencia en Millonarios
López llegó en 2002 a Millonarios en el cargo de tesorero, luego en 2004 tras adquirir varias acciones se convirtió en el segundo máximo accionista del equipo y en su presidente hasta 2010. Su mala gestión dejó al club al borde de la desaparición y llevó a que las deudas sobrepasarán la cifra de treinta y siete mil millones de pesos colombianos. Además, fue duramente criticado por apoyar económicamente a miembros de la barra brava y no cancelar la seguridad social ni el salario de algunos jugadores. 

### Alcaldía de Popayán
En febrero de 2020 en el marco de la pandemia del COVID-19 asistió una reunión de alcaldes en Marruecos, en calidad de invitado. Cuando regresó a Colombia no se sometió a los protocolos, en los cuales se exigía un aislamiento temporal de 15 días y se contagió con el virus. Días después, asistío a la cumbre de alcaldes y gobernadores, omitiendo los protocolos de aislamiento, lo que conllevó a que fuera investigado por omisión a medidas sanitarias de emergencia nacional.